# Agelas clathrodes
Espèce
Agelas chathrodes est une espèce d'animaux de l'embranchement des éponges (les éponges sont des animaux sans organes ou appareils bien définis).